# Lista de subdivisões de países de primeiro nível administrativo
Esta é uma lista de subdivisões de país.

## A
| Nome                                                  | UN cc          | cc-2   | Capital                             |
| ----------------------------------------------------- | -------------- | ------ | ----------------------------------- |
| Buenos Aires                                          | Argentina      | AR-B   | La Plata                            |
| Cidade de Buenos Aires                                | Argentina      | AR-C   | —                                   |
| Catamarca                                             | Argentina      | AR-K   | San Fernando del Valle de Catamarca |
| Chaco                                                 | Argentina      | AR-H   | Resistencia                         |
| Chubut                                                | Argentina      | AR-U   | Rawson                              |
| Córdoba                                               | Argentina      | AR-X   | Córdoba                             |
| Corrientes                                            | Argentina      | AR-W   | Corrientes                          |
| Entre Ríos                                            | Argentina      | AR-E   | Paraná                              |
| Formosa                                               | Argentina      | AR-P   | Formosa                             |
| Jujuy                                                 | Argentina      | AR-Y   | San Salvador de Jujuy               |
| La Pampa                                              | Argentina      | AR-L   | Santa Rosa                          |
| La Rioja                                              | Argentina      | AR-F   | La Rioja                            |
| Mendoza                                               | Argentina      | AR-M   | Mendoza                             |
| Misiones                                              | Argentina      | AR-N   | Posadas                             |
| Neuquén                                               | Argentina      | AR-Q   | Neuquén                             |
| Río Negro                                             | Argentina      | AR-R   | Viedma                              |
| Salta                                                 | Argentina      | AR-A   | Salta                               |
| San Juan                                              | Argentina      | AR-J   | San Juan                            |
| San Luis                                              | Argentina      | AR-D   | San Luis                            |
| Santa Cruz                                            | Argentina      | AR-Z   | Río Gallegos                        |
| Santa Fe                                              | Argentina      | AR-S   | Santa Fé                            |
| Santiago del Estero                                   | Argentina      | AR-G   | Santiago del Estero                 |
| Tierra del Fuego, Antártida e Islas del Atlántico Sur | Argentina      | AR-V   | Ushuaia                             |
| Tucumán                                               | Argentina      | AR-T   | San Miguel de Tucumán               |
| Samoa Americana                                       | United Nations | AS     | Pago Pago                           |
| Australian Capital Territory                          | Austrália      | AU-ACT | Canberra                            |
| Território da Baía Jervis                             | Austrália      | AU-JBT | Jervis Bay Village                  |
| New South Wales                                       | Austrália      | AU-NSW | Sydney                              |
| Northern Territory                                    | Austrália      | AU-NT  | Darwin                              |
| Queensland                                            | Austrália      | AU-QLD | Brisbane                            |
| South Australia                                       | Austrália      | AU-SA  | Adelaide                            |
| Tasmania                                              | Austrália      | AU-TAS | Hobart                              |
| Victoria                                              | Austrália      | AU-VIC | Melbourne                           |
| Western Australia                                     | Austrália      | AU-WA  | Perth                               |

## B
| Nome                | Tipo               | UN membro / não membro | ISO 3166-2 | Capital        |
| ------------------- | ------------------ | ---------------------- | ---------- | -------------- |
| Acre                | unidade federativa | Brasil                 | BR-AC      | Rio Branco     |
| Alagoas             | unidade federativa | Brasil                 | BR-AL      | Maceió         |
| Amapá               | unidade federativa | Brasil                 | BR-AP      | Macapá         |
| Amazonas            | unidade federativa | Brasil                 | BR-AM      | Manaus         |
| Bahia               | unidade federativa | Brasil                 | BR-BA      | Salvador       |
| Ceará               | unidade federativa | Brasil                 | BR-CE      | Fortaleza      |
| Distrito Federal    | unidade federativa | Brasil                 | BR-DF      | —              |
| Espírito Santo      | unidade federativa | Brasil                 | BR-ES      | Vitória        |
| Goiás               | unidade federativa | Brasil                 | BR-GO      | Goiânia        |
| Maranhão            | unidade federativa | Brasil                 | BR-MA      | São Luís       |
| Mato Grosso         | unidade federativa | Brasil                 | BR-MT      | Cuiabá         |
| Mato Grosso do Sul  | unidade federativa | Brasil                 | BR-MS      | Campo Grande   |
| Minas Gerais        | unidade federativa | Brasil                 | BR-MG      | Belo Horizonte |
| Pará                | unidade federativa | Brasil                 | BR-PA      | Belém          |
| Paraíba             | unidade federativa | Brasil                 | BR-PB      | João Pessoa    |
| Paraná              | unidade federativa | Brasil                 | BR-PR      | Curitiba       |
| Pernambuco          | unidade federativa | Brasil                 | BR-PE      | Recife         |
| Piauí               | unidade federativa | Brasil                 | BR-PI      | Teresina       |
| Rio de Janeiro      | unidade federativa | Brasil                 | BR-RJ      | Rio de Janeiro |
| Rio Grande do Norte | unidade federativa | Brasil                 | BR-RN      | Natal          |
| Rio Grande do Sul   | unidade federativa | Brasil                 | BR-RS      | Porto Alegre   |
| Rondônia            | unidade federativa | Brasil                 | BR-RO      | Porto Velho    |
| Roraima             | unidade federativa | Brasil                 | BR-RR      | Boa Vista      |
| Santa Catarina      | unidade federativa | Brasil                 | BR-SC      | Florianópolis  |
| São Paulo           | unidade federativa | Brasil                 | BR-SP      | São Paulo      |
| Sergipe             | unidade federativa | Brasil                 | BR-SE      | Aracaju        |
| Tocantins           | unidade federativa | Brasil                 | BR-TO      | Palmas         |
| Balé                | província          | Burquina Fasso         | BF-BAL     | Boromo         |
| Bam                 | província          | Burquina Fasso         | BF-BAM     | Kongoussi      |
| Banwa               | província          | Burquina Fasso         | BF-BAN     | Solenzo        |
| Bazèga              | província          | Burquina Fasso         | BF-BAZ     | Kombissiri     |
| Bougouriba          | província          | Burquina Fasso         | BF-BGR     | Diébougou      |
| Boulgou             | província          | Burquina Fasso         | BF-BLG     | Tenkodogo      |
| Boulkiemdé          | província          | Burquina Fasso         | BF-BLK     | Koudougou      |
| Comoé               | província          | Burquina Fasso         | BF-COM     | Banfora        |
| Ganzourgou          | província          | Burquina Fasso         | BF-GAN     | Zorgho         |
| Gnagna              | província          | Burquina Fasso         | BF-GNA     | Bogandé        |
| Gourma              | província          | Burquina Fasso         | BF-GOU     | Fada N'gourma  |
| Houet               | província          | Burquina Fasso         | BF-HOU     | Bobo-Dioulasso |
| Ioba                | província          | Burquina Fasso         | BF-IOB     | Dano           |
| Kadiogo             | província          | Burquina Fasso         | BF-KAD     | Ouagadougou    |
| Kénédougou          | província          | Burquina Fasso         | BF-KEN     | Orodara        |
| Komondjari          | província          | Burquina Fasso         | BF-KMD     | Gayéri         |
| Kompienga           | província          | Burquina Fasso         | BF-KMP     | Pama           |
| Kossi               | província          | Burquina Fasso         | BF-KOS     | Nouna          |
| Koulpélogo          | província          | Burquina Fasso         | BF-KOP     | Ouargaye       |
| Kouritenga          | província          | Burquina Fasso         | BF-KOT     | Koupéla        |
| Kourwéogo           | província          | Burquina Fasso         | BF-KOW     | Boussé         |
| Léraba              | província          | Burquina Fasso         | BF-LER     | Sindou         |
| Loroum              | província          | Burquina Fasso         | BF-LOR     | Titao          |
| Mouhoun             | província          | Burquina Fasso         | BF-MOU     | Dédougou       |
| Nahouri             | província          | Burquina Fasso         | BF-NAO     | Pô             |
| Namentenga          | província          | Burquina Fasso         | BF-NAM     | Boulsa         |
| Nayala              | província          | Burquina Fasso         | BF-NAY     | Toma           |
| Noumbiel            | província          | Burquina Fasso         | BF-NOU     | Batié          |
| Oubritenga          | província          | Burquina Fasso         | BF-OUB     | Ziniaré        |
| Oudalan             | província          | Burquina Fasso         | BF-OUD     | Gorom-Gorom    |
| Passoré             | província          | Burquina Fasso         | BF-PAS     | Yako           |
| Poni                | província          | Burquina Fasso         | BF-PON     | Gaoua          |
| Sanguié             | província          | Burquina Fasso         | BF-SNG     | Réo            |
| Sanmatenga          | província          | Burquina Fasso         | BF-SMT     | Kaya           |
| Séno                | província          | Burquina Fasso         | BF-SEN     | Dori           |
| Sissili             | província          | Burquina Fasso         | BF-SIS     | Léo            |
| Soum                | província          | Burquina Fasso         | BF-SOM     | Djibo          |
| Sourou              | província          | Burquina Fasso         | BF-SOR     | Tougan         |
| Tapoa               | província          | Burquina Fasso         | BF-TAP     | Diapaga        |
| Tui                 | província          | Burquina Fasso         | BF-TUI     | Houndé         |
| Yagha               | província          | Burquina Fasso         | BF-YAG     | Sebba          |
| Yatenga             | província          | Burquina Fasso         | BF-YAT     | Ouahigouya     |
| Ziro                | província          | Burquina Fasso         | BF-ZIR     | Sapouy         |
| Zondoma             | província          | Burquina Fasso         | BF-ZON     | Gourcy         |
| Zoundwéogo          | província          | Burquina Fasso         | BF-ZOU     | Manga          |

## C
| Nome                     | Tipo                           | UN membro / não membro | ISO 3166-2 | Capital               |
| ------------------------ | ------------------------------ | ---------------------- | ---------- | --------------------- |
| Alberta                  | província                      | Canadá                 | CA-AB      | Edmonton              |
| British Columbia         | província                      | Canadá                 | CA-BC      | Victoria              |
| Manitoba                 | província                      | Canadá                 | CA-MB      | Winnipeg              |
| New Brunswick            | província                      | Canadá                 | CA-NB      | Fredericton           |
| Terra Nova e Labrador    | província                      | Canadá                 | CA-NL      | St. John's            |
| Nova Scotia              | província                      | Canadá                 | CA-NS      | Halifax               |
| Northwest Territories    | território                     | Canadá                 | CA-NT      | Yellowknife           |
| Nunavut                  | território                     | Canadá                 | CA-NU      | Iqaluit               |
| Ontario                  | província                      | Canadá                 | CA-ON      | Toronto               |
| Prince Edward Island     | província                      | Canadá                 | CA-PE      | Charlottetown         |
| Québec                   | província                      | Canadá                 | CA-QC      | Québec                |
| Saskatchewan             | província                      | Canadá                 | CA-SK      | Regina                |
| Yukon                    | território                     | Canadá                 | CA-YT      | Whitehorse            |
| Ilhas Cocos              | território externo             | Austrália              | CC         | West Island           |
| Běijīng                  | municipalidade                 | China                  | CN-11      | Běijīng               |
| Tiānjīn                  | municipalidade                 | China                  | CN-12      | Tiānjīn               |
| Héběi                    | província                      | China                  | CN-13      | Shijiazhuang          |
| Shānxī                   | província                      | China                  | CN-14      | Taiyuan               |
| Nèiměnggǔ                | região autônoma                | China                  | CN-15      | Hohhot                |
| Liáoníng                 | província                      | China                  | CN-21      | Shenyang              |
| Jílín                    | província                      | China                  | CN-22      | Changchun             |
| Hēilóngjiāng             | província                      | China                  | CN-23      | Harbin                |
| Shànghǎi                 | municipalidade                 | China                  | CN-31      | Shànghǎi              |
| Jiāngsū                  | província                      | China                  | CN-32      | Nánjīng               |
| Zhèjiāng                 | província                      | China                  | CN-33      | Hangzhou              |
| Ānhuī                    | província                      | China                  | CN-34      | Hefei                 |
| Fújiàn                   | província                      | China                  | CN-35      | Fuzhou                |
| Jiāngxī                  | província                      | China                  | CN-36      | Nanchang              |
| Shāndōng                 | província                      | China                  | CN-37      | Jinan                 |
| Hénán                    | província                      | China                  | CN-41      | Zhengzhou             |
| Húběi                    | província                      | China                  | CN-42      | Wuhan                 |
| Húnán                    | província                      | China                  | CN-43      | Changsha              |
| Guǎngdōng                | província                      | China                  | CN-44      | Guangzhou             |
| Guǎngxī                  | região autônoma                | China                  | CN-45      | Nanning               |
| Hǎinán                   | província                      | China                  | CN-46      | Haikou                |
| Chóngqìng                | municipalidade                 | China                  | CN-50      | Chóngqìng             |
| Sìchuān                  | província                      | China                  | CN-51      | Chengdu               |
| Gùizhōu                  | província                      | China                  | CN-52      | Guiyang               |
| Yúnnán                   | província                      | China                  | CN-53      | Kunming               |
| Xīzàng                   | região autônoma                | China                  | CN-54      | Lhasa                 |
| Shǎnxī                   | província                      | China                  | CN-61      | Xi'an                 |
| Gānsù                    | província                      | China                  | CN-62      | Lanzhou               |
| Qīnghǎi                  | província                      | China                  | CN-63      | Xīníng                |
| Níngxià                  | região autônoma                | China                  | CN-64      | Yinchuan              |
| Xīnjiāng                 | região autônoma                | China                  | CN-65      | Ürümqi                |
| Táiwān                   | província                      | China                  | CN-71      | Taibei                |
| Xiānggǎng                | região administrativa especial | China                  | CN-91      | Hong Kong             |
| Aòmén                    | região administrativa especial | China                  | CN-92      | Macau                 |
| Ilha Christmas           | território externo             | Austrália              | CX         | Flying Fish Cove      |
| Amazonas                 | departamento                   | Colômbia               | CO-AMA     | Leticia               |
| Antioquia                | departamento                   | Colômbia               | CO-ANT     | Medellín              |
| Arauca                   | departamento                   | Colômbia               | CO-ARA     | Arauca                |
| Altántico                | departamento                   | Colômbia               | CO-ATL     | Barranquilla          |
| Bogotá                   | distrito capital               | Colômbia               | CO-DC      | —                     |
| Bolívar                  | departamento                   | Colômbia               | CO-BOL     | Cartagena das Índias  |
| Boyacá                   | departamento                   | Colômbia               | CO-BOY     | Tunja                 |
| Caldas                   | departamento                   | Colômbia               | CO-CAL     | Manizales             |
| Caquetá                  | departamento                   | Colômbia               | CO-CAQ     | Florencia             |
| Casanare                 | departamento                   | Colômbia               | CO-CAS     | Yopal                 |
| Cauca                    | departamento                   | Colômbia               | CO-CAU     | Popayán               |
| Cesar                    | departamento                   | Colômbia               | CO-CES     | Valledupar            |
| Chocó                    | departamento                   | Colômbia               | CO-CHO     | Quibdó                |
| Córdoba                  | departamento                   | Colômbia               | CO-COR     | Montería              |
| Cundinamarca             | departamento                   | Colômbia               | CO-CUN     | Bogotá                |
| Guainía                  | departamento                   | Colômbia               | CO-GUA     | Puerto Inírida        |
| Guaviare                 | departamento                   | Colômbia               | CO-GUV     | San José del Guaviare |
| Huila                    | departamento                   | Colômbia               | CO-HUI     | Neiva                 |
| La Guajira               | departamento                   | Colômbia               | CO-LAG     | Riohacha              |
| Magdalena                | departamento                   | Colômbia               | CO-MAG     | Santa Marta           |
| Meta                     | departamento                   | Colombia               | CO-MET     | Villavicêncio         |
| Nariño                   | departamento                   | Colombia               | CO-NAR     | San Juan de Pasto     |
| Norte de Santander       | departamento                   | Colômbia               | CO-NSA     | Cúcuta                |
| Putumayo                 | departamento                   | Colômbia               | CO-PUT     | Mocoa                 |
| Quindío                  | departamento                   | Colômbia               | CO-QUI     | Armênia               |
| Risaralda                | departamento                   | Colômbia               | CO-RIS     | Pereira               |
| San Andrés e Providencia | departamento                   | Colômbia               | CO-SAP     | San Andrés            |
| Santander                | departamento                   | Colômbia               | CO-SAN     | Bucaramanga           |
| Sucre                    | departamento                   | Colômbia               | CO-SUC     | Sincelejo             |
| Tolima                   | departamento                   | Colômbia               | CO-TOL     | Ibagué                |
| Valle del Cauca          | departamento                   | Colômbia               | CO-VAC     | Cáli                  |
| Vaupés                   | departamento                   | Colômbia               | CO-VAU     | Mitú                  |
| Viachada                 | departamento                   | Colômbia               | CO-VID     | Puerto Carreño        |

## D
| Nome       | Tipo   | UN membro / não membro | ISO 3166-2 | Capital    |
| ---------- | ------ | ---------------------- | ---------- | ---------- |
| Ali Sabieh | região | Djibuti                | DJ-AS      | Ali Sabieh |
| Arta       | região | Djibuti                | DJ-AR      | Arta       |
| Dikhil     | região | Djibuti                | DJ-DI      | Dikhil     |
| Obock      | região | Djibuti                | DJ-OB      | Obock      |
| Tadjourah  | região | Djibuti                | DJ-TA      | Tadjourah  |
| Djibouti   | cidade | Djibuti                | DJ-DJ      | Djibouti   |

## E
| Nome | Tipo | UN membro / não membro | ISO 3166-2 | Capital |
| ---- | ---- | ---------------------- | ---------- | ------- |

## F
| Nome | Tipo | UN membro / não membro | ISO 3166-2 | Capital |
| ---- | ---- | ---------------------- | ---------- | ------- |

## G
| Nome | Tipo                      | UN membro / não membro | ISO 3166-2 | Capital |
| ---- | ------------------------- | ---------------------- | ---------- | ------- |
| Guam | territórios não autônomos | United Nations         | GU         | Hagåtña |

## H
| Nome                        | Tipo                           | UN membro / não membro | ISO 3166-2 | Capital    |
| --------------------------- | ------------------------------ | ---------------------- | ---------- | ---------- |
| Hong Kong                   | região administrativa especial | China                  | HK         | Hong Kong  |
| Ilha Heard e Ilhas McDonald | território externo             | Austrália              | HM         | desabitada |

## I
| Nome                | Tipo               | UN membro / não membro | ISO 3166-2 | Capital            |
| ------------------- | ------------------ | ---------------------- | ---------- | ------------------ |
| Andamão e Nicobar   | território federal | Índia                  | IN-AN      | Port Blair         |
| Andhra Pradesh      | estado             | Índia                  | IN-AP      | Hyderabad          |
| Arunachal Pradesh   | estado             | Índia                  | IN-AR      | Itanagar           |
| Assam               | estado             | Índia                  | IN-AS      | Guwahati           |
| Bihar               | estado             | Índia                  | IN-BR      | Patna              |
| Chandigarh          | território federal | Índia                  | IN-CH      | Raipur             |
| Chhattisgarh        | estado             | Índia                  | IN-CT      | Chandigarh         |
| Damão e Diu         | território federal | Índia                  | IN-DD      | Damão              |
| Delhi               | território federal | Índia                  | IN-DL      | Nova Delhi         |
| Dadrá e Nagar-Aveli | território federal | Índia                  | IN-DN      | Silvassa           |
| Goa                 | estado             | Índia                  | IN-GA      | Panaji             |
| Guzerate            | estado             | Índia                  | IN-GJ      | Gandhinagar        |
| Himachal Pradesh    | estado             | Índia                  | IN-HP      | Shimla             |
| Haryana             | estado             | Índia                  | IN-HR      | Chandigarh         |
| Jharkhand           | estado             | Índia                  | IN-JH      | Ranchi             |
| Jammu e Caxemira    | estado             | Índia                  | IN-JK      | Srinagar           |
| Karnataka           | estado             | Índia                  | IN-KA      | Bangalore          |
| Kerala              | estado             | Índia                  | IN-KL      | Thiruvananthapuram |
| Laquedivas          | território federal | Índia                  | IN-LD      | Kavaratti          |
| Maharashtra         | estado             | Índia                  | IN-MH      | Mumbai             |
| Meghalaya           | estado             | Índia                  | IN-ML      | Shillong           |
| Manipur             | estado             | Índia                  | IN-MN      | Imphal             |
| Madhya Pradesh      | estado             | Índia                  | IN-MP      | Bhopal             |
| Mizoram             | estado             | Índia                  | IN-MZ      | Aizawl             |
| Nagaland            | estado             | Índia                  | IN-NL      | Kohima             |
| Orissa              | estado             | Índia                  | IN-OR      | Bhubaneswar        |
| Punjab              | estado             | Índia                  | IN-PB      | Chandigarh         |
| Puducherry          | território federal | Índia                  | IN-PY      | Puducherry         |
| Rajastão            | estado             | Índia                  | IN-RJ      | Jaipur             |
| Sikkim              | estado             | Índia                  | IN-SK      | Gangtok            |
| Tamil Nadu          | estado             | Índia                  | IN-TN      | Chennai            |
| Tripura             | estado             | Índia                  | IN-TR      | Agartala           |
| Uttarakhand         | estado             | Índia                  | IN-UL      | Dehradun           |
| Uttar Pradesh       | estado             | Índia                  | IN-UP      | Lucknow            |
| Bengala Ocidental   | estado             | Índia                  | IN-WB      | Kolkata            |
| Connaught           | província          | Irlanda                | IE-C       | Galway             |
| Leinster            | província          | Irlanda                | IE-L       | Dublin             |
| Munster (Irlanda)   | província          | Irlanda                | IE-M       | Cork               |
| Ulster              | província          | Irlanda                | IE-U       | ~Belfast           |
| Cork                | condado            | M                      | IE-C       | Cork               |
| Clare               | condado            | M                      | IE-CE      | Ennis              |
| Cavan               | condado            | U                      | IE-CN      | Cavan              |
| Carlow              | condado            | L                      | IE-CW      | Carlow             |
| Dublin              | condado            | L                      | IE-D       | Dún Laoghaire      |
| Donegal             | condado            | U                      | IE-DL      | Lifford            |
| Galway              | condado            | C                      | IE-G       | Galway             |
| Kildare             | condado            | L                      | IE-KE      | Naas               |
| Kilkenny            | condado            | L                      | IE-KK      | Kilkenny           |
| Kerry               | condado            | M                      | IE-KY      | Tralee             |
| Cidade de Limerick  | condado            | M                      | IE-L       | Limerick           |
| Longford            | condado            | L                      | IE-LD      | Longford           |
| Louth               | condado            | L                      | IE-LH      | Dundalk            |
| Limerick            | condado            | M                      | IE-LK      | Limerick           |
| Leitrim             | condado            | C                      | IE-LM      | Carrick-on-Shannon |
| Laois               | condado            | L                      | IE-LS      | Portlaoise         |
| Meath               | condado            | L                      | IE-MH      | Navan              |
| Monaghan            | condado            | U                      | IE-MN      | Monaghan           |
| Mayo                | condado            | C                      | IE-MO      | Castlebar          |
| Offaly              | condado            | L                      | IE-OY      | Tullamore          |
| Roscommon           | condado            | C                      | IE-RN      | Roscommon          |
| Sligo               | condado            | C                      | IE-SO      | Sligo              |
| North Tipperary     | condado            | M                      | IE-TN      | Nenagh             |
| South Tipperary     | condado            | M                      | IE-TS      | Clonmel            |
| Waterford           | condado            | M                      | IE-WD      | Waterford          |
| Westmeath           | condado            | L                      | IE-WH      | Mullingar          |
| Wicklow             | condado            | L                      | IE-WW      | Wicklow            |
| Wexford             | condado            | L                      | IE-WX      | Wexford            |

## J
| Nome      | Tipo       | UN membro / não membro | ISO 3166-2 | Capital    |
| --------- | ---------- | ---------------------- | ---------- | ---------- |
| Hokkaidô  | prefeitura | Japão                  | JP-01      | Sapporo    |
| Aomori    | prefeitura | Japão                  | JP-02      | Aomori     |
| Iwate     | prefeitura | Japão                  | JP-03      | Morioka    |
| Miyagi    | prefeitura | Japão                  | JP-04      | Sendai     |
| Akita     | prefeitura | Japão                  | JP-05      | Akita      |
| Yamagata  | prefeitura | Japão                  | JP-06      | Yamagata   |
| Fukushima | prefeitura | Japão                  | JP-07      | Fukusima   |
| Ibaraki   | prefeitura | Japão                  | JP-08      | Mito       |
| Totigi    | prefeitura | Japão                  | JP-09      | Utsunomiya |
| Gunma     | prefeitura | Japão                  | JP-10      | Maebasi    |
| Saitama   | prefeitura | Japão                  | JP-11      | Saitama    |
| Tiba      | prefeitura | Japão                  | JP-12      | Tiba       |
| Tóquio    | prefeitura | Japão                  | JP-13      | Shinjuku   |
| Kanagawa  | prefeitura | Japão                  | JP-14      | Yokohama   |
| Niigata   | prefeitura | Japão                  | JP-15      | Niigata    |
| Toyama    | prefeitura | Japão                  | JP-16      | Toyama     |
| Isikawa   | prefeitura | Japão                  | JP-17      | Kanazawa   |
| Fukui     | prefeitura | Japão                  | JP-18      | Fukui      |
| Yamanasi  | prefeitura | Japão                  | JP-19      | Kôhu       |
| Nagano    | prefeitura | Japão                  | JP-20      | Nagano     |
| Gifu      | prefeitura | Japão                  | JP-21      | Gihu       |
| Sizuoka   | prefeitura | Japão                  | JP-22      | Shizuoka   |
| Aiti      | prefeitura | Japão                  | JP-23      | Nagoya     |
| Mie       | prefeitura | Japão                  | JP-24      | Tsu        |
| Siga      | prefeitura | Japão                  | JP-25      | Ôtsu       |
| Kyôto     | prefeitura | Japão                  | JP-26      | Kyôto      |
| Ôsaka     | prefeitura | Japão                  | JP-27      | Ôsaka      |
| Hyôgo     | prefeitura | Japão                  | JP-28      | Kôbe       |
| Nara      | prefeitura | Japão                  | JP-29      | Nara       |
| Wakayama  | prefeitura | Japão                  | JP-30      | Wakayama   |
| Tottori   | prefeitura | Japão                  | JP-31      | Tottori    |
| Simane    | prefeitura | Japão                  | JP-32      | Matsue     |
| Okayama   | prefeitura | Japão                  | JP-33      | Okayama    |
| Hirosima  | prefeitura | Japão                  | JP-34      | Hirosima   |
| Yamaguti  | prefeitura | Japão                  | JP-35      | Yamaguchi  |
| Tokusima  | prefeitura | Japão                  | JP-36      | Tokusima   |
| Kagawa    | prefeitura | Japão                  | JP-37      | Takamatsu  |
| Ehime     | prefeitura | Japão                  | JP-38      | Matsuyama  |
| Kôti      | prefeitura | Japão                  | JP-39      | Kôti       |
| Hukuoka   | prefeitura | Japão                  | JP-40      | Fukuoka    |
| Saga      | prefeitura | Japão                  | JP-41      | Saga       |
| Nagasaki  | prefeitura | Japão                  | JP-42      | Nagasaki   |
| Kumamoto  | prefeitura | Japão                  | JP-43      | Kumamoto   |
| Ôita      | prefeitura | Japão                  | JP-44      | Ôita       |
| Miyazaki  | prefeitura | Japão                  | JP-45      | Miyazaki   |
| Kagosima  | prefeitura | Japão                  | JP-46      | Kagosima   |
| Okinawa   | prefeitura | Japão                  | JP-47      | Naha       |

## K
| Nome | Tipo | UN membro / não membro | ISO 3166-2 | Capital |
| ---- | ---- | ---------------------- | ---------- | ------- |

## L
| Nome | Tipo | UN membro / não membro | ISO 3166-2 | Capital |
| ---- | ---- | ---------------------- | ---------- | ------- |

## M
| Nome                   | Tipo                           | UN membro / não membro | ISO 3166-2 | Capital                  |
| ---------------------- | ------------------------------ | ---------------------- | ---------- | ------------------------ |
| Macau                  | região administrativa especial | China                  | MO         | Macau                    |
| Marianas Setentrionais | commonwealth                   | Estados Unidos         | MP         | Saipan                   |
| Aguascalientes         | estado                         | México                 | MX-AGU     | Aguascalientes           |
| Baja California        | estado                         | México                 | MX-BCN     | Mexicali                 |
| Baja California Sur    | estado                         | México                 | MX-BCS     | La Paz                   |
| Campeche               | estado                         | México                 | MX-CAM     | Campeche                 |
| Chiapas                | estado                         | México                 | MX-CHP     | Tuxtla Gutiérrez         |
| Chihuahua              | estado                         | México                 | MX-CHH     | Chihuahua                |
| Coahuila               | estado                         | México                 | MX-COA     | Saltillo                 |
| Colima                 | estado                         | México                 | MX-COL     | Colima                   |
| Ciudad de México       | capital                        | México                 | MX-CMX     | —                        |
| Durango                | estado                         | México                 | MX-DUR     | Victoria de Durango      |
| Guanajuato             | estado                         | México                 | MX-GUA     | Guanajuato               |
| Guerrero               | estado                         | México                 | MX-GRO     | Chilpancingo             |
| Hidalgo                | estado                         | México                 | MX-HID     | Pachuca de Soto          |
| Jalisco                | estado                         | México                 | MX-JAL     | Guadalajara              |
| México                 | estado                         | México                 | MX-MEX     | Toluca                   |
| Michoacán              | estado                         | México                 | MX-MIC     | Morelia                  |
| Morelos                | estado                         | México                 | MX-MOR     | Cuernavaca               |
| Nayarit                | estado                         | México                 | MX-NAY     | Tepic                    |
| Nuevo León             | estado                         | México                 | MX-NLE     | Monterrey                |
| Oaxaca                 | estado                         | México                 | MX-OAX     | Oaxaca de Juárez         |
| Puebla                 | estado                         | México                 | MX-PUE     | Puebla                   |
| Querétaro              | estado                         | México                 | MX-QUE     | Querétaro                |
| Quintana Roo           | estado                         | México                 | MX-ROO     | Chetumal                 |
| San Luis Potosí        | estado                         | México                 | MX-SLP     | San Luis Potosí          |
| Sinaloa                | estado                         | México                 | MX-SIN     | Culiacán                 |
| Sonora                 | estado                         | México                 | MX-SON     | Hermosillo               |
| Tabasco                | estado                         | México                 | MX-TAB     | Villahermosa             |
| Tamaulipas             | estado                         | México                 | MX-TAM     | Ciudad Victoria          |
| Tlaxcala               | estado                         | México                 | MX-TLA     | Tlaxcala de Xicohténcatl |
| Veracruz               | estado                         | México                 | MX-VER     | Xalapa                   |
| Yucatán                | estado                         | México                 | MX-YUC     | Mérida                   |
| Zacatecas              | estado                         | México                 | MX-ZAC     | Zacatecas                |
| Johor                  | estado                         | Malásia                | MY-01      | Johor Bahru              |
| Kedah                  | estado                         | Malásia                | MY-02      | Alor Setar               |
| Kelantan               | estado                         | Malásia                | MY-03      | Kota Bharu               |
| Malacca                | estado                         | Malásia                | MY-04      | Bandar Melaka            |
| Negeri Sembilan        | estado                         | Malásia                | MY-05      | Seremban                 |
| Pahang                 | estado                         | Malásia                | MY-06      | Kuantan                  |
| Penang                 | estado                         | Malásia                | MY-07      | George Town              |
| Perak                  | estado                         | Malásia                | MY-08      | Ipoh                     |
| Perlis                 | estado                         | Malásia                | MY-09      | Kangar                   |
| Selangor               | estado                         | Malásia                | MY-10      | Shah Alam                |
| Terengganu             | estado                         | Malásia                | MY-11      | Kuala Terengganu         |
| Sabah                  | estado                         | Malásia                | MY-12      | Kota Kinabalu            |
| Sarawak                | estado                         | Malásia                | MY-13      | Kuching                  |
| Kuala Lumpur           | território federal             | Malásia                | MY-14      | capital legislativa      |
| Labuan                 | território federal             | Malásia                | MY-15      | Bandar Labuan            |
| Putrajaya              | território federal             | Malásia                | MY-16      | administrative capital   |

## N
| Nome            | Tipo               | UN membro / não membro | ISO 3166-2 | Capital    |
| --------------- | ------------------ | ---------------------- | ---------- | ---------- |
| Ilha Norfolk    | território externo | Austrália              | NF         | Kingston   |
| Atlántico Norte | região autônoma    | Nicarágua              | NI-AN      | Bilwi      |
| Atlántico Sur   | região autônoma    | Nicarágua              | NI-AS      | Bluefields |
| Boaco           | região autônoma    | Nicarágua              | NI-BO      | Boaco      |
| Carazo          | região autônoma    | Nicarágua              | NI-CA      | Jinotepe   |
| Chinandega      | região autônoma    | Nicarágua              | NI-CI      | Chinandega |
| Chontales       | região autônoma    | Nicarágua              | NI-CO      | Juigalpa   |
| Estelí          | região autônoma    | Nicarágua              | NI-ES      | Estelí     |
| Granada         | região autônoma    | Nicarágua              | NI-GR      | Granada    |
| Jinotega        | região autônoma    | Nicarágua              | NI-JI      | Jinotega   |
| León            | região autônoma    | Nicarágua              | NI-LE      | León       |
| Madriz          | região autônoma    | Nicarágua              | NI-MD      | Somoto     |
| Managua         | região autônoma    | Nicarágua              | NI-MN      | Managua    |
| Masaya          | região autônoma    | Nicarágua              | NI-MS      | Masaya     |
| Matagalpa       | região autônoma    | Nicarágua              | NI-MT      | Matagalpa  |
| Nueva Segovia   | região autônoma    | Nicarágua              | NI-NS      | Ocotal     |
| Rivas           | região autônoma    | Nicarágua              | NI-RI      | Rivas      |
| Río San Juan    | região autônoma    | Nicarágua              | NI-SJ      | San Carlos |

## O
| Nome | Tipo | UN membro / não membro | ISO 3166-2 | Capital |
| ---- | ---- | ---------------------- | ---------- | ------- |

## P
| Nome                                 | Tipo                         | UN membro / não membro | ISO 3166-2 | Capital                  |
| ------------------------------------ | ---------------------------- | ---------------------- | ---------- | ------------------------ |
| Chimbu                               | província                    | Papua-Nova Guiné       | PG-CPK     | Kundiawa                 |
| Província Central (Papua-Nova Guiné) | província                    | Papua Nova-Guiné       | PG-CPM     | Port Moresby             |
| Nova Bretanha Oriental               | província                    | Papua-Nova Guiné       | PG-EBR     | Kokopo                   |
| Eastern Highlands                    | província                    | Papua-Nova Guiné       | PG-EHG     | Goroka                   |
| Enga                                 | província                    | Papua-Nova Guiné       | PG-EPW     | Wabag                    |
| East Sepik                           | província                    | Papua-Nova Guiné       | PG-ESW     | Wewak                    |
| Gulf                                 | província                    | Papua-Nova Guiné       | PG-GPK     | Kerema                   |
| Milne Bay                            | província                    | Papua-Nova Guiné       | PG-MBA     | Alotau                   |
| Morobe                               | província                    | Papua-Nova Guiné       | PG-MPL     | Lae                      |
| Madang                               | província                    | Papua-Nova Guiné       | PG-MPM     | Madang                   |
| Manus                                | província                    | Papua-Nova Guiné       | PG-MRL     | Lorengau                 |
| Distrito da Capital Nacional         | Distrito da Capital Nacional | Papua Nova-Guiné       | PG-NCD     | Port Moresby             |
| Nova Irlanda                         | província                    | Papua Nova-Guiné       | PG-NIK     | Kavieng                  |
| Província do Norte                   | província                    | Papua-Nova Guiné       | PG-NPP     | Popondetta               |
| North Solomons                       | região autônoma              | Papua-Nova Guiné       | PG-NSA     | Arawa                    |
| Sandaun(West Sepik)                  | província                    | Papua-Nova Guiné       | PG-SAN     | Vanimo                   |
| Southern Highlands                   | província                    | Papua-Nova Guiné       | PG-SHM     | Mendi                    |
| Nova Bretanha Ocidental              | província                    | Papua-Nova Guiné       | PG-WBK     | Kimbe                    |
| Terras Altas Ocidentais              | província                    | Papua-Nova Guiné       | PG-WHM     | Daru                     |
| Província Ocidental                  | província                    | Papua-Nova Guiné       | PG-WPD     | Mount Hagen              |
| Porto Rico                           | estado associado             | Estados Unidos         | PR         | San Juan                 |
| Açores                               | Região Autónoma              | Portugal               | PT-AC      | Ponta Delgada            |
| Aveiro                               | Distrito                     | Portugal               | PT-AV      | Aveiro                   |
| Beja                                 | Distrito                     | Portugal               | PT-BE      | Beja                     |
| Braga                                | Distrito                     | Portugal               | PT-BR      | Braga                    |
| Bragança                             | Distrito                     | Portugal               | PT-BA      | Bragança                 |
| Castelo Branco                       | Distrito                     | Portugal               | PT-CB      | Castelo Branco           |
| Coimbra                              | Distrito                     | Portugal               | PT-CO      | Coimbra                  |
| Évora                                | Distrito                     | Portugal               | PT-EV      | Évora                    |
| Faro                                 | Distrito                     | Portugal               | PT-FA      | Faro                     |
| Guarda                               | Distrito                     | Portugal               | PT-GU      | Guarda                   |
| Leiria                               | Distrito                     | Portugal               | PT-LE      | Leiria                   |
| Lisboa                               | Distrito                     | Portugal               | PT-LI      | Lisboa                   |
| Madeira                              | Região Autónoma              | Portugal               | PT-MA      | Funchal                  |
| Portalegre                           | Distrito                     | Portugal               | PT-PA      | Portalegre               |
| Porto                                | Distrito                     | Portugal               | PT-PO      | Porto                    |
| Santarém                             | Distrito                     | Portugal               | PT-SA      | Santarém                 |
| Setúbal                              | Distrito                     | Portugal               | PT-SE      | Setúbal                  |
| Viana do Castelo                     | Distrito                     | Portugal               | PT-VC      | Viana do Castelo         |
| Vila Real                            | Distrito                     | Portugal               | PT-VR      | Vila Real                |
| Viseu                                | Distrito                     | Portugal               | PT-VI      | Viseu                    |
| Alto Paraguay                        | departamento                 | Paraguai               | PY-16      | Fuerte Olimpo            |
| Alto Paraná                          | departamento                 | Paraguai               | PY-10      | Ciudad del Este          |
| Amambay                              | departamento                 | Paraguai               | PY-13      | Pedro Juan Caballero     |
| Assunção                             | distrito capital             | Paraguai               | PY-ASU     | —                        |
| Boquerón                             | departamento                 | Paraguai               | PY-17      | Filadélfia               |
| Caagazaú                             | departamento                 | Paraguai               | PY-5       | Coronel Oviedo           |
| Caazapá                              | departamento                 | Paraguai               | PY-6       | Caazapá                  |
| Canindeyú                            | departamento                 | Paraguai               | PY-14      | Salto del Guairá         |
| Central                              | departamento                 | Paraguai               | PY-11      | Areguá                   |
| Concepeción                          | departamento                 | Paraguai               | PY-1       | Concepeción              |
| Cordillera                           | departamento                 | Paraguai               | PY-3       | Caacupé                  |
| Guaíra                               | departamento                 | Paraguai               | PY-4       | Villarrica               |
| Itapúa                               | departamento                 | Paraguai               | PY-7       | Encarnación              |
| Misiones                             | departamento                 | Paraguai               | PY-8       | San Juan Bautista        |
| Ñeembucú                             | departamento                 | Paraguai               | PY-12      | Pilar                    |
| Paraguarí                            | departamento                 | Paraguai               | PY-9       | Paraguarí                |
| Presidente Hayes                     | departamento                 | Paraguai               | PY-15      | Villa Hayes              |
| San Pedro                            | departamento                 | Paraguai               | PY-2       | San Pedro de Ycuamandiyú |

## Q
| Nome | Tipo | UN membro / não membro | ISO 3166-2 | Capital |
| ---- | ---- | ---------------------- | ---------- | ------- |

## R
| Nome | Tipo | UN membro / não membro | ISO 3166-2 | Capital |
| ---- | ---- | ---------------------- | ---------- | ------- |

## S
| Nome              | Tipo     | UN membro / não membro | ISO 3166-2 | Capital   |
| ----------------- | -------- | ---------------------- | ---------- | --------- |
| Singapura Central | distrito | Singapura              | SG-01      | Singapura |
| Nordeste          | distrito | Singapura              | SG-02      | Singapura |
| Norte             | distrito | Singapura              | SG-03      | Singapura |
| Sudeste           | distrito | Singapura              | SG-04      | Singapura |
| Oeste             | distrito | Singapura              | SG-05      | Singapura |

## T
| Nome     | Tipo              | UN membro / não membro    | ISO 3166-2 | Capital       |
| -------- | ----------------- | ------------------------- | ---------- | ------------- |
| Zhānghuà | condado           | Taiwan, Province of China | TW-CHA     | Zhānghuà      |
| Jiāyì    | cidade provincial | Taiwan, Province of China | TW-CYI     | Jiāyì         |
| Jiāyì    | condado           | Taiwan, Province of China | TW-CYQ     | Taibao        |
| Xīnzhú   | condado           | Taiwan, Province of China | TW-HSQ     | Zhubei        |
| Xīnzhú   | cidade            | Taiwan, Province of China | TW-HSZ     | Xīnzhú        |
| Huālián  | condado           | Taiwan, Province of China | TW-HUA     | Huālián       |
| Yílán    | condado           | Taiwan, Province of China | TW-ILA     | Yílán         |
| Jīlóng   | cidade provincial | Taiwan, Province of China | TW-KEE     | Jīlóng        |
| Gāoxióng | municipalidade    | Taiwan, Province of China | TW-KHH     | Gāoxióng      |
| Gāoxióng | condado           | Taiwan, Province of China | TW-KHQ     | Fongshan City |
| Miáolì   | condado           | Taiwan, Province of China | TW-MIA     | Miáolì        |
| Nántóu   | condado           | Taiwan, Province of China | TW-NAN     | Nántóu        |
| Pénghú   | condado           | Taiwan, Province of China | TW-PEN     | Makung        |
| Píngdōng | condado           | Taiwan, Province of China | TW-PIF     | Píngdōng      |
| Táoyuán  | condado           | Taiwan, Province of China | TW-TAO     | Táoyuán       |
| Táinán   | cidade provincial | Taiwan, Province of China | TW-TNN     | Táinán        |
| Táinán   | condado           | Taiwan, Province of China | TW-TNQ     | Xinying       |
| Táiběi   | municipalitdade   | Taiwan, Province of China | TW-TPE     | Táiběi        |
| Táiběi   | condado           | Taiwan, Province of China | TW-TPQ     | Banqiao       |
| Táidōng  | condado           | Taiwan, Province of China | TW-TTT     | Táidōng       |
| Táizhōng | cidade            | Taiwan, Province of China | TW-TXG     | Táizhōng      |
| Táizhōng | condado           | Taiwan, Province of China | TW-TXQ     | Fengyuan      |
| Yúnlín   | condado           | Taiwan, Province of China | TW-YUN     | Douliou       |

## U
| Nome                                                   | Tipo             | UN membro / não membro                     | ISO 3166-2 | Capital               |
| ------------------------------------------------------ | ---------------- | ------------------------------------------ | ---------- | --------------------- |
| [[File:\|23x15px\|border \|alt=\|link=]] Ilha Johnston | ilha desabitada  | Ilhas Menores Distantes dos Estados Unidos | UM-67      | desabitada            |
| Ilha Midway                                            | ilha desabitada  | Ilhas Menores Distantes dos Estados Unidos | UM-71      | desabitada            |
| [[File:\|22x20px\|border \|alt=\|link=]] Ilha Navassa  | ilha desabitada  | Ilhas Menores Distantes dos Estados Unidos | UM-76      | desabitada            |
| Ilha Wake                                              | ilha desabitada  | Ilhas Menores Distantes dos Estados Unidos | UM-79      | desabitada            |
| Ilha Baker                                             | ilha desabitada  | Ilhas Menores Distantes dos Estados Unidos | UM-81      | desabitada            |
| Ilha Howland                                           | ilha desabitada  | Ilhas Menores Distantes dos Estados Unidos | UM-84      | desabitada            |
| Ilha Jarvis                                            | ilha desabitada  | Ilhas Menores Distantes dos Estados Unidos | UM-86      | desabitada            |
| Recife Kingman                                         | ilha desabitada  | Ilhas Menores Distantes dos Estados Unidos | UM-89      | desabitada            |
| Atol Palmyra                                           | ilha desabitada  | Ilhas Menores Distantes dos Estados Unidos | UM-95      | desabitada            |
| [[File:\|23x15px\|border \|alt=\|link=]] Ilha Johnston | área insular     | Estados Unidos                             | US-67      | desabitada            |
| Ilha Midway                                            | área insular     | Estados Unidos                             | US-71      | desabitada            |
| [[File:\|23x15px\|border \|alt=\|link=]] Ilha Navassa  | área insular     | Estados Unidos                             | US-76      | desabitada            |
| Ilha Wake                                              | área insular     | Estados Unidos                             | US-79      | desabitada            |
| Ilha Baker                                             | área insular     | Estados Unidos                             | US-81      | desabitada            |
| Ilha Howland                                           | área insular     | Estados Unidos                             | US-84      | desabitada            |
| Ilha Jarvis                                            | área insular     | Estados Unidos                             | US-86      | desabitada            |
| Recife de Kingman                                      | área insular     | Estados Unidos                             | US-89      | desabitada            |
| Atol Palmyra                                           | área insular     | Estados Unidos                             | US-95      | desabitada            |
| Alaska                                                 | estado           | Estados Unidos                             | US-AK      | Juneau                |
| Alabama                                                | estado           | Estados Unidos                             | US-AL      | Montgomery            |
| Arkansas                                               | estado           | Estados Unidos                             | US-AR      | Little Rock           |
| Samoa Americana                                        | território       | Estados Unidos                             | US-AS      | Pago Pago             |
| Arizona                                                | estado           | Estados Unidos                             | US-AZ      | Phoenix               |
| California                                             | estado           | Estados Unidos                             | US-CA      | Sacramento            |
| Colorado                                               | estado           | Estados Unidos                             | US-CO      | Denver                |
| Connecticut                                            | estado           | Estados Unidos                             | US-CT      | Hartford              |
| Distrito de Columbia                                   | distrito federal | Estados Unidos                             | US-DC      | Washington            |
| Delaware                                               | estado           | Estados Unidos                             | US-DE      | Dover                 |
| Florida                                                | estado           | Estados Unidos                             | US-FL      | Tallahassee           |
| Estados Federados da Micronésia                        | estado associado | Estados Unidos                             | US-FM      | Palikir               |
| Geórgia                                                | estado           | Estados Unidos                             | US-GA      | Atlanta               |
| Guam                                                   | estado associado | Estados Unidos                             | US-GU      | Hagåtña               |
| Hawaii                                                 | estado           | Estados Unidos                             | US-HI      | Honolulu              |
| Iowa                                                   | estado           | Estados Unidos                             | US-IA      | Des Moines            |
| Idaho                                                  | estado           | Estados Unidos                             | US-ID      | Boise                 |
| Illinois                                               | estado           | Estados Unidos                             | US-IL      | Springfield           |
| Indiana                                                | estado           | Estados Unidos                             | US-IN      | Indianapolis          |
| Kansas                                                 | estado           | Estados Unidos                             | US-KS      | Topeka                |
| Kentucky                                               | estado           | Estados Unidos                             | US-KY      | Frankfort             |
| Louisiana                                              | estado           | Estados Unidos                             | US-LA      | Baton Rouge           |
| Massachusetts                                          | estado           | Estados Unidos                             | US-MA      | Boston                |
| Maryland                                               | estado           | Estados Unidos                             | US-MD      | Annapolis             |
| Maine                                                  | estado           | Estados Unidos                             | US-ME      | Augusta               |
| Ilhas Marshall                                         | estado associado | Estados Unidos                             | US-MH      | Majuro                |
| Michigan                                               | estado           | Estados Unidos                             | US-MI      | Lansing               |
| Minnesota                                              | estado           | Estados Unidos                             | US-MN      | Saint Paul            |
| Missouri                                               | estado           | Estados Unidos                             | US-MO      | Jefferson City        |
| Marianas Setentrionais                                 | estado associado | Estados Unidos                             | US-MP      | Saipan                |
| Mississippi                                            | estado           | Estados Unidos                             | US-MS      | Jackson               |
| Montana                                                | estado           | Estados Unidos                             | US-MT      | Helena                |
| Carolina do Norte                                      | estado           | Estados Unidos                             | US-NC      | Raleigh               |
| Dakota do Norte                                        | estado           | Estados Unidos                             | US-ND      | Bismarck              |
| Nebraska                                               | estado           | Estados Unidos                             | US-NE      | Lincoln               |
| New Hampshire                                          | estado           | Estados Unidos                             | US-NH      | Concord               |
| Nova Jérsei                                            | estado           | Estados Unidos                             | US-NJ      | Trenton               |
| Novo México                                            | estado           | Estados Unidos                             | US-NM      | Santa Fé              |
| Nevada                                                 | estado           | Estados Unidos                             | US-NV      | Carson City           |
| Nova Iorque                                            | estado           | Estados Unidos                             | US-NY      | Albany                |
| Ohio                                                   | estado           | Estados Unidos                             | US-OH      | Columbus              |
| Oklahoma                                               | estado           | Estados Unidos                             | US-OK      | Oklahoma City         |
| Oregon                                                 | estado           | Estados Unidos                             | US-OR      | Salem                 |
| Pennsylvania                                           | estado           | Estados Unidos                             | US-PA      | Harrisburg            |
| Porto Rico                                             | estado associado | Estados Unidos                             | US-PR      | San Juan              |
| Palau                                                  | estado associado | Estados Unidos                             | US-PW      | Koror                 |
| Rhode Island                                           | estado           | Estados Unidos                             | US-RI      | Providence            |
| Carolina do Sul                                        | estado           | Estados Unidos                             | US-SC      | Columbia              |
| Dakota do Sul                                          | estado           | Estados Unidos                             | US-SD      | Pierre                |
| Tennessee                                              | estado           | Estados Unidos                             | US-TN      | Nashville             |
| Texas                                                  | estado           | Estados Unidos                             | US-TX      | Austin                |
| Utah                                                   | estado           | Estados Unidos                             | US-UT      | Salt Lake City        |
| Virgínia                                               | estado           | Estados Unidos                             | US-VA      | Richmond              |
| Ilhas Virgens Americanas                               | estado associado | Estados Unidos                             | US-VI      | Charlotte Amalie      |
| Vermont                                                | estado           | Estados Unidos                             | US-VT      | Montpelier            |
| Washington                                             | estado           | Estados Unidos                             | US-WA      | Olympia               |
| Virgínia Ocidental                                     | estado           | Estados Unidos                             | US-WV      | Charleston            |
| Wisconsin                                              | estado           | Estados Unidos                             | US-WI      | Madison               |
| Wyoming                                                | estado           | Estados Unidos                             | US-WY      | Cheyenne              |
| Artigas                                                | departamento     | Uruguai                                    | UY-AR      | Artigas               |
| Canelones                                              | departamento     | Uruguai                                    | UY-CA      | Canelones             |
| Cerro Lago                                             | departamento     | Uruguai                                    | UY-CL      | Melo                  |
| Colônia                                                | departamento     | Uruguai                                    | UY-CO      | Colônia do Sacramento |
| Duranzo                                                | departamento     | Uruguai                                    | UY-DU      | Duranzo               |
| Flores                                                 | departamento     | Uruguai                                    | UY-FS      | Trinidad              |
| Florida                                                | departamento     | Uruguai                                    | UY-FD      | Florida               |
| Lavalleja                                              | departemento     | Uruguai                                    | UY-LA      | Minas                 |
| Maldonado                                              | departamento     | Uruguai                                    | UY-MA      | Maldonado             |
| Montevidéu                                             | departamento     | Uruguai                                    | UY-MO      | Montevidéu            |
| Paysandú                                               | departamento     | Uruguai                                    | UY-PA      | Paysandú              |
| Río Negro                                              | departamento     | Uruguai                                    | UY-RN      | Fray Bentos           |
| Rivera                                                 | departamento     | Uruguai                                    | UY-RV      | Rivera                |
| Rocha                                                  | departamento     | Uruguai                                    | UY-RO      | Rocha                 |
| Salto                                                  | departamento     | Uruguai                                    | UY-SA      | Salto                 |
| San José                                               | departamento     | Uruguai                                    | UY-SJ      | San José de Mayo      |
| Soriano                                                | departamento     | Uruguai                                    | UY-SO      | Mercedes              |
| Tacuarembó                                             | departamento     | Uruguai                                    | UY-TA      | Tacuarembó            |
| Treinta y Tres                                         | departamento     | Uruguai                                    | UY-TT      | Treina y Tres         |

## V
| Nome                     | Tipo                      | UN membro / não membro | ISO 3166-2 | Capital                |
| ------------------------ | ------------------------- | ---------------------- | ---------- | ---------------------- |
| Ilhas Virgens Americanas | territórios não autônomos | United Nations         | VI         | Charlotte Amalie       |
| Amazonas                 | estado                    | Venezuela              | VE-Z       | Puerto Ayacucho        |
| Anzoátegui               | estado                    | Venezuela              | VE-B       | Barcelona              |
| Apure                    | estado                    | Venezuela              | VE-C       | San Fernando de Apure  |
| Aragua                   | estado                    | Venezuela              | VE-D       | Maracay                |
| Barinas                  | estado                    | Venezuela              | VE-E       | Barinas                |
| Bolívar                  | estado                    | Venezuela              | VE-F       | Ciudad Bolívar         |
| Carabobo                 | estado                    | Venezuela              | VE-G       | Valencia               |
| Cojedes                  | estado                    | Venezuela              | VE-H       | San Carlos             |
| Delta Amacuro            | estado                    | Venezuela              | VE-Y       | Tucupita               |
| Distrito Capital         | distrito capital          | Venezuela              | VE-A       | Caracas                |
| Falcón                   | estado                    | Venezuela              | VE-I       | Coro                   |
| Guárico                  | estado                    | Venezuela              | VE-J       | San Juan de Los Morros |
| La Guaira                | estado                    | Venezuela              | VE-X       | La Guaira              |
| Lara                     | estado                    | Venezuela              | VE-K       | Barquisimeto           |
| Mérida                   | estado                    | Venezuela              | VE-L       | Mérida                 |
| Miranda                  | estado                    | Venezuela              | VE-M       | Los Teques             |
| Monagas                  | estado                    | Venezuela              | VE-N       | Maturín                |
| Nueva Esparta            | estado                    | Venezuela              | VE-O       | La Asunción            |
| Portuguesa               | estado                    | Venezuela              | VE-P       | Guanare                |
| Sucre                    | estado                    | Venezuela              | VE-R       | Cumaná                 |
| Táchira                  | estado                    | Venezuela              | VE-S       | San Cristóbal          |
| Trujillo                 | estado                    | Venezuela              | VE-T       | Trujillo               |
| Yaracuy                  | estado                    | Venezuela              | VE-U       | San Felipe             |
| Zulia                    | estado                    | Venezuela              | VE-V       | Maracaibo              |
| Dependências Federais    | Ilha de território        | Venezuela              | VE-W       | Gran Roque             |

## W
| Nome | Tipo | UN membro / não membro | ISO 3166-2 | Capital |
| ---- | ---- | ---------------------- | ---------- | ------- |

## X
| Nome | Tipo | UN membro / não membro | ISO 3166-2 | Capital |
| ---- | ---- | ---------------------- | ---------- | ------- |

## Y
| Nome | Tipo | UN membro / não membro | ISO 3166-2 | Capital |
| ---- | ---- | ---------------------- | ---------- | ------- |

## Z
| Nome | Tipo | UN membro / não membro | ISO 3166-2 | Capital |
| ---- | ---- | ---------------------- | ---------- | ------- |